# Bubico
Bubico este o schiță scrisă de Ion Luca Caragiale. Schița descrie călătoria cu trenul făcută de către personajul-narator împreună cu cățelul Bubico și stăpâna acestuia. Naratorul este deranjat de cățel și de atitudinea posesoarei, sfârșind prin a-l arunca pe geam. Stăpâna trage semnalul de alarmă, primește amendă, iar naratorul își recunoaște fapta.